# Kaiser-Wilhelm-Nationaldenkmal
Kaiser-Wilhelm-Nationaldenkmal (pol. „Narodowy Pomnik Cesarza Wilhelma I”) – nieistniejący obecnie pomnik, niegdyś znajdujący się w Berlinie, w dzielnicy Mitte, na Wyspie Muzeów. Był on poświęcony Wilhelmowi I, pierwszemu władcy Cesarstwa Niemieckiego. Stał przed zamkiem berlińskim od 1897 roku do lat 1949-1950, kiedy to został wraz z nim rozebrany z polecenia władz NRD.

## Okoliczności powstania i budowa
Niedługo po śmierci cesarza Wilhelma I w 1888 roku (Roku Trzech Cesarzy) pojawił się pomysł, aby upamiętnić uchodzącego za odnowiciela Cesarstwa Niemieckiego monarchę godnym pomnikiem. Wnuk zmarłego władcy, cesarz Wilhelm II zaangażował się w tę ideę, wzywając jesienią tego roku wielu artystów i uczonych (m.in. Reinholda Begasa i Heinricha von Treitschkego) do wstępnego doradztwa. 30 stycznia 1889 roku zainaugurowany został otwarty konkurs na projekt pomnika, na którego organizację Reichstag podczas posiedzenia w dniu 23 grudnia 1888 roku przeznaczył kwotę 10 tysięcy marek. Pierwszą nagrodę w konkursie, na który wpłynęło w sumie 147 prac przyznano architektowi Brunonowi Schmitzowi, będącego autorem projektu o nazwie Kaiserforum. Decyzją Reichstagu z 2 lipca 1890 roku, 1 kwietnia następnego roku zorganizowano drugi konkurs, w którym uczestnictwo zostało ograniczone do zdobywców trzech pierwszych miejsc w pierwszym konkursie. Na rozkaz cesarza udział w konkursie umożliwiono także Reinholdowi Begasowi, pomimo iż nie był on jednym z laureatów poprzedniego konkursu.

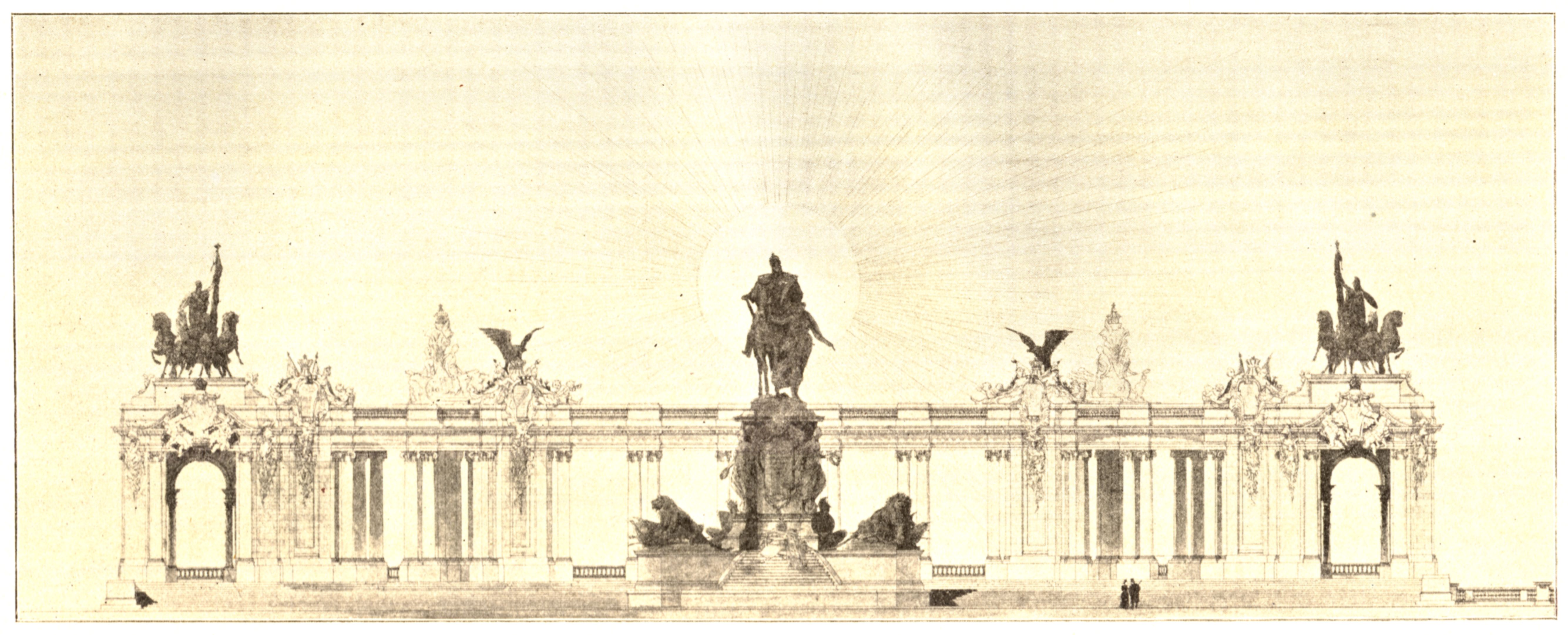
Zwycięski projekt pomnika

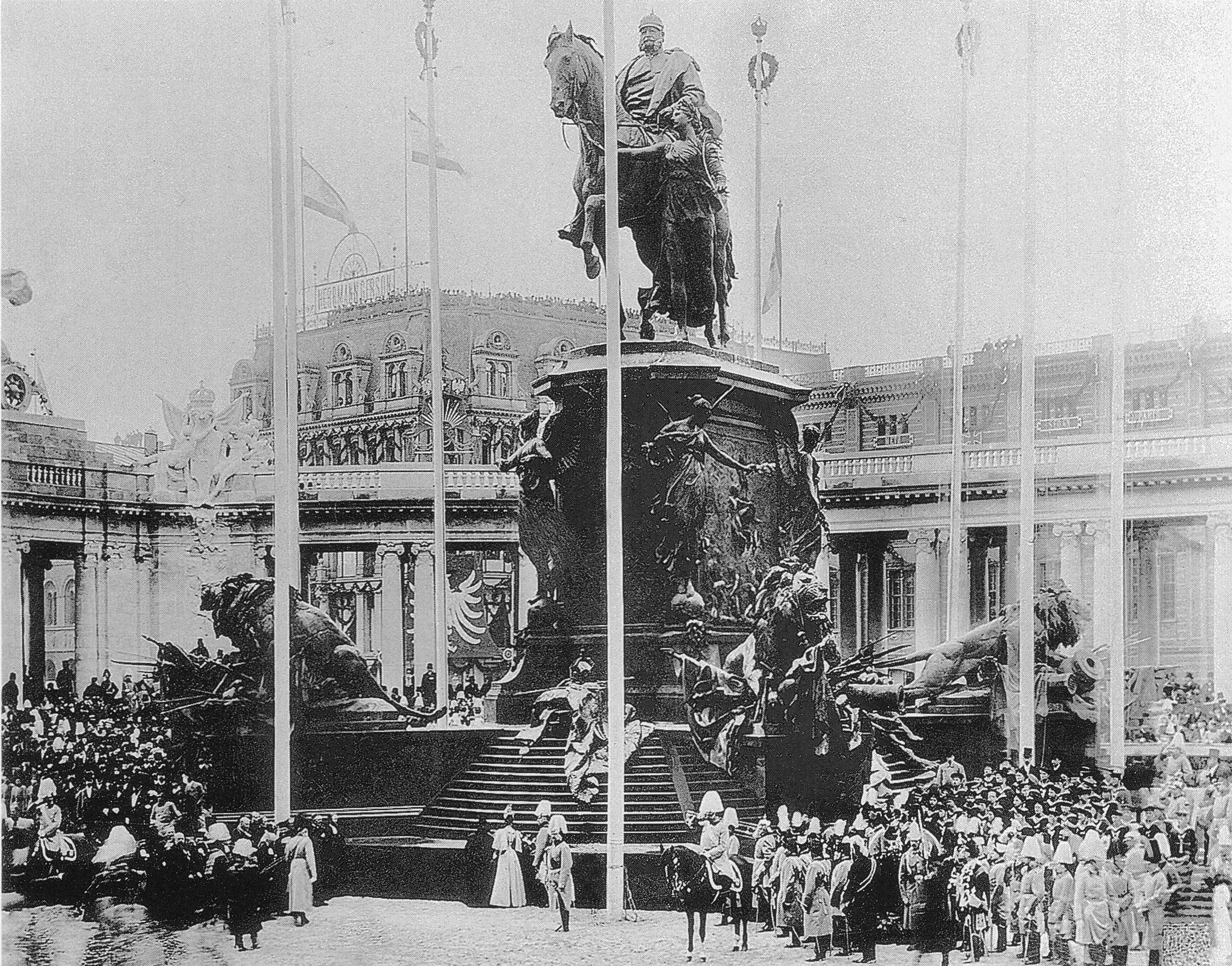
Kaiser-Wilhelm-Nationaldenkmal podczas otwarcia 22 marca 1897 roku

Przy ocenie konkursowych prac szczególną rolę odgrywała lokalizacja monumentu. Wilhelm II od początku forsował koncepcję umiejscowienia budowli na obszarze Schlossfreiheit, położonym pomiędzy zachodnią fasadą zamku berlińskiego, a kanałem Sprewy, na którym wznosił się szereg kamienic. Reinhold Begas dzięki współpracy z nadwornym architektem władcy, Ernstem von Ihnem jako jedyny spośród uczestników konkursu uwzględnił w swym projekcie ten warunek - pozostali jako najbardziej odpowiednią lokalizację dla pomnika wskazywali miejsce przed Bramą Brandenburską. Projekt Begasa cieszył się aprobatą cesarza, toteż władca w grudniu 1892 roku ostatecznie zlecił architektowi budowę pomnika.
Do stworzenia rzeźb, wchodzących w skład zaprojektowanego pomnika Begas zaangażował artystów, wśród których znajdowali się także jego uczniowie: Wernera Begasa (swojego syna), Carla Hansa Bernewitza, Ludwiga Cauera, Reinholda Felderhoffa, Augusta Gaula i Augusta Krausa. Część architektoniczna pomnikowego założenia została opracowana przez Gustava Halmhubera, współpracownika Begasa, który pomógł mu przeforsować projekt u cesarza.
Realizację projektu rozpoczęto 7 listopada 1893 roku od wykonania ogromnej konnej statuy, której model ukończono 1 stycznia 1895 roku. W 1894 roku rozpoczęto wyburzanie kamienic, które stały na wyznaczonym dla pomnika terenie, z kolei 18 sierpnia 1895 roku, w 25. rocznicę bitwy pod Gravelotte, wmurowano kamień węgielny pod budowę pomnika. Odsłonięcie ukończonego monumentu odbyło się w dniu 100. rocznicy urodzin Wilhelma I, 22 marca 1897 roku. Budowa pomnika kosztowała 4 miliony marek. Z tego względu, a także przez swą formę i monumentalizm pomnik wzbudzał wiele kontrowersji. Określano go mianem Wilhelm im Zoo (pol. „Wilhelm w zoo”) oraz Wilhelm in der Löwengrube (pol. „Wilhelm w jamie lwów”). Jednak oprócz upamiętnienia zmarłego cesarza, był również jedynym pomnikiem narodowym w Berlinie, a także wyrazem jedności narodu niemieckiego po założeniu cesarstwa w 1871 roku.

## Opis

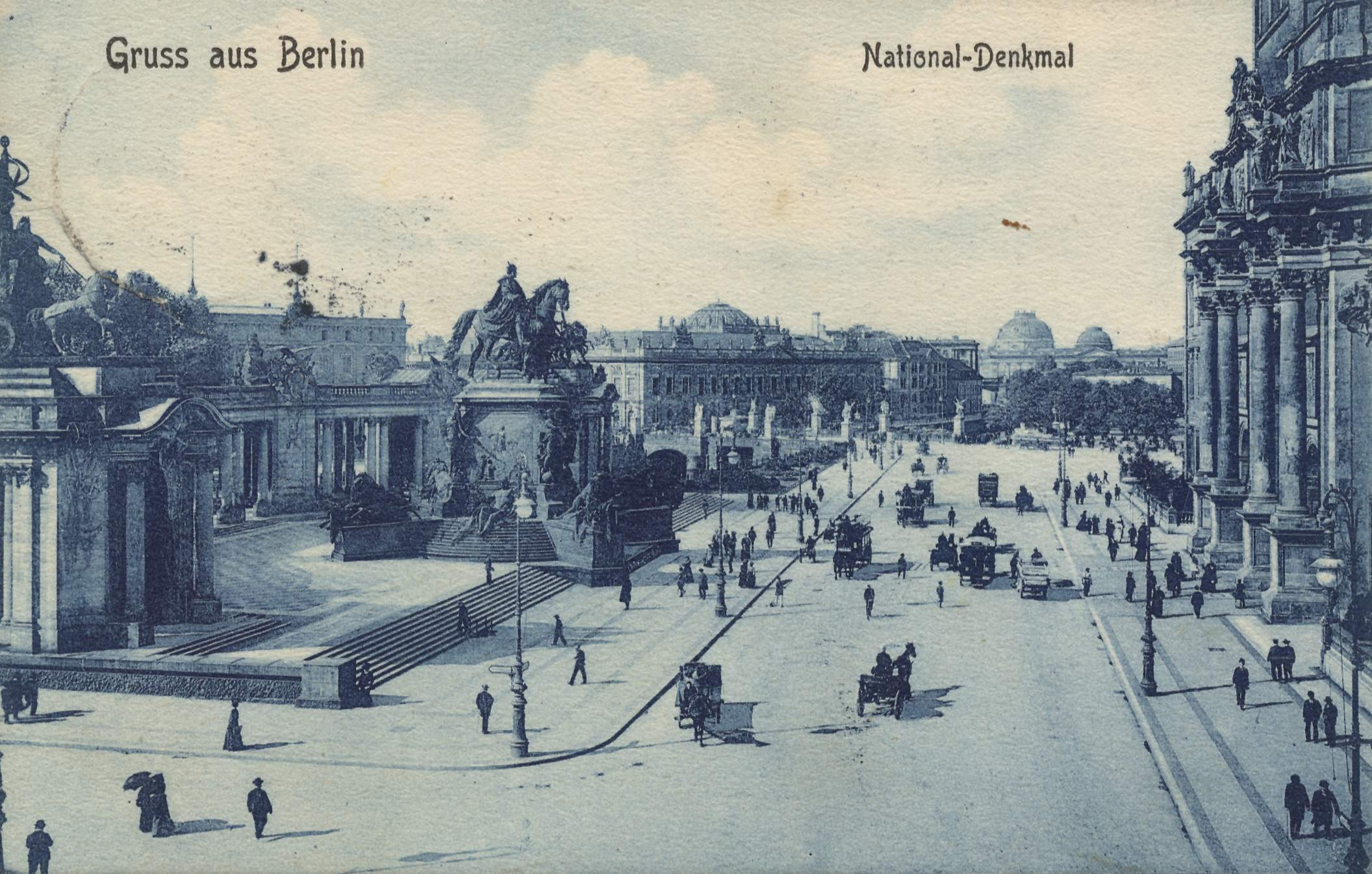
Kaiser-Wilhelm-Nationaldenkmal na pocztówce około 1900 roku

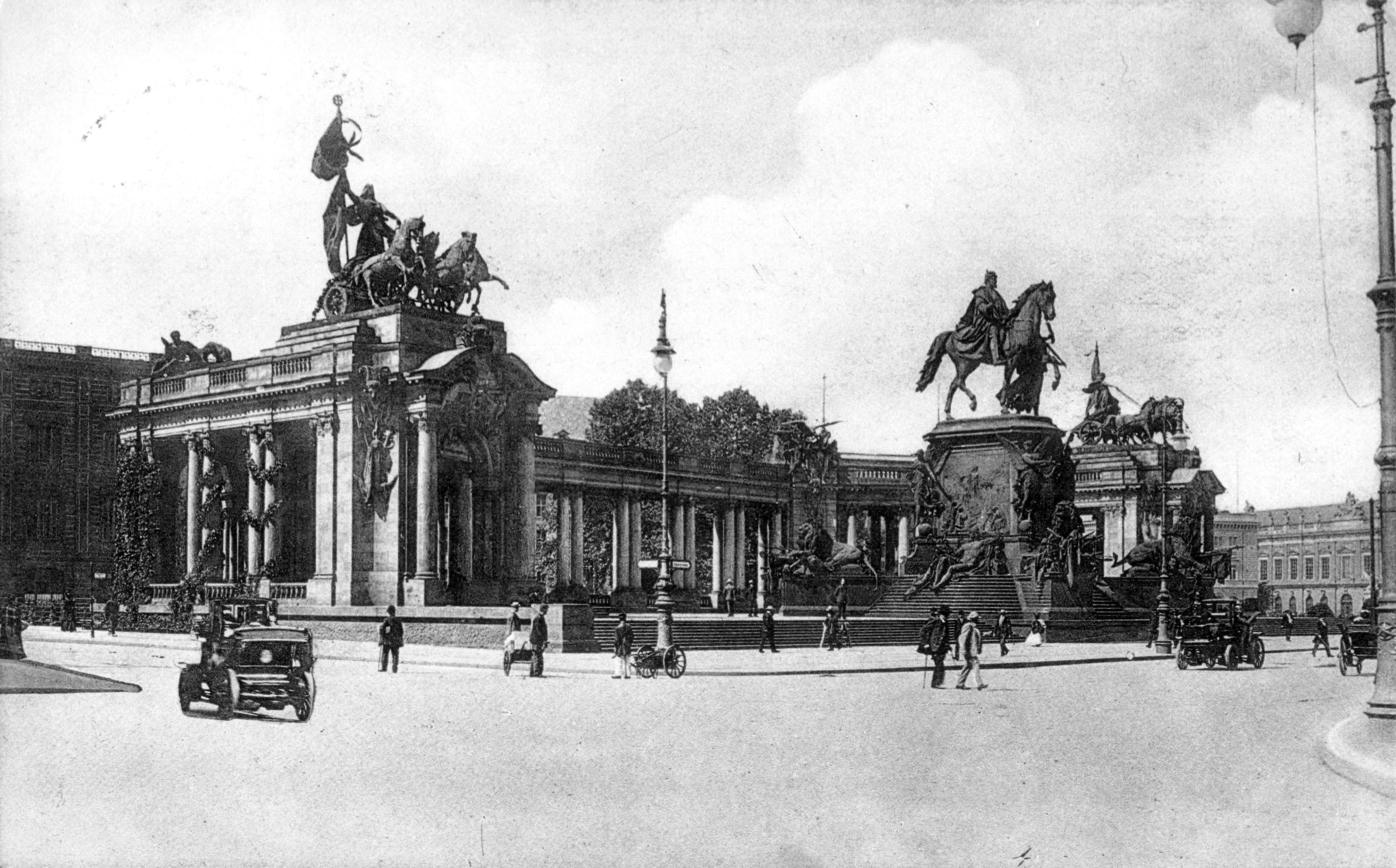
Kaiser-Wilhelm-Nationaldenkmal na początku XX wieku

Głównym punktem kompleksu był wysoki na 22 m pomnik z mierzącym 9 m wysokości, wykonanym z brązu posągiem siedzącego na koniu cesarza Wilhelma I, który ubrany był w mundur generalski z narzuconym na niego płaszczem z szerokim kołnierzem, zaś na głowie miał hełm. Władca w lewej ręce trzymał wodze konia, zaś prawą miał opartą na udzie. Wygląd konia z posągu oparty został na wyglądzie ulubionego wierzchowca cesarza o imieniu Hippokrates. Obok konia z siedzącym na nim władcą, po lewej stronie stała rzeźba kobiety, będącej żeńskim wyobrażeniem geniusza pokoju. Kobieta ta była ubrana w lekką szatę, a jej głowę ozdabiał wieniec laurowy. W lewej ręce trzymała gałązkę palmową, z kolei jej wyrażająca podziw twarz skierowana była w stronę władcy. Całość stała na mającym 13 m wysokości cokole o prostokątnym przekroju i była położona na osi głównego portalu wejściowego (Eosanderportal) zamku berlińskiego.
W rogach cokołu były umieszczone rzeźby Wiktorii, z których każda stała na kuli. Na frontowej stronie cokołu widniał napis: Wilhelm der Große, Deutscher Kaiser, König von Preußen 1861–1888 (pol. „Wilhelm Wielki, cesarz niemiecki, król Prus w latach 1861–1888”), z kolei na tylnej stronie było napisane: Aus Dankbarkeit und treuer Liebe das Deutsche Volk (pol. „Z wdzięczności i prawdziwej miłości narodu niemieckiego”). Cokół spoczywał na owalnej, granitowej podstawie ze schodami, na których znajdowały się: od strony północnej duża rzeźba uosabiająca wojnę (ukazana w hełmie i zbroi, a także z mieczem), a od strony południowej podobnych rozmiarów rzeźba stanowiąca personifikację pokoju (ukazana jako młodzieniec trzymający kłosy i owoce) – obydwie autorstwa Reinholda Begasa. Z kolei na czterech granitowych platformach, wystających ponad poziom schodów i odchodzących od narożników cokołu były umiejscowione kompozycje, przedstawiające lwy, które spoczywały na trofeach takich jak bronie i sztandary. Za wzór do wykonania rzeźb lwów, z których dwa były ukazane jako drzemiące (ich twórcą był August Gaul), a kolejne dwa jako ryczące (autorstwa Augusta Krausa) posłużył sprowadzony z Transwalu lew, znajdujący się w posiadaniu Berlińskiego Ogrodu Zoologicznego.
Pomnik z cokołem i podstawą otaczała z trzech stron monumentalna, mająca 12 m wysokości nad poziomem ulicy kolumnada, nawiązującą architekturą do portalu głównego zamku berlińskiego i składającą się z dwóch rzędów kolumn wykonanych z piaskowca w porządku jońskim i zamkniętą na końcach przez pawilony. Powierzchnię między pomnikiem, a kolumnadą oraz wnętrze samej kolumnady pokrywały wykonane z elementów w kolorach kości słoniowej i czarnym mozaiki, przedstawiające herby wszystkich państw niemieckich. Na gzymsie wieńczącym kolumnadę od strony zamku berlińskiego znajdowały się cztery grupy rzeźb, które symbolizowały Królestwa: Prus (autorstwa Petera Breuera), Bawarii (autorstwa Augusta Gaula), Saksonii (autorstwa Augusta Krausa) i Wirtembergii (autorstwa Petera Breuera). Natomiast na gzymsie od strony kanału Sprewy były umiejscowione kolejne cztery grupy rzeźb symbolizujących: handel i żeglugę (autorstwa Ludwiga Cauera), rolnictwo i przemysł (autorstwa Ludwiga Cauera), sztukę (autorstwa Karla Begasa) i naukę (autorstwa Hermanna Hiddinga). Na pawilonach zamykających z obydwu stron kolumnadę znajdowały się wykonane z brązu kwadrygi. Kwadryga na pawilonie położonym po południowej stronie pomnika, wykonana przez Carla Hansa Bernewitza symbolizowała Bawarię, z kolei kwadryga na pawilonie znajdującym się po północnej stronie, stworzona przez Johannesa Götza symbolizowała Prusy.
Cały kompleks pomnikowy stał na dużej, wysuniętej w obręb kanału Sprewy podstawie, wykonanej z polerowanego czerwonego granitu, sprowadzonego ze Szwecji. Podstawa ta zawierała podziemne pomieszczenia i była znacznie podwyższona w stosunku do poziomu ulicy, co sprzyjało obchodom różnych uroczystości państwowych.

## Dalsze losy

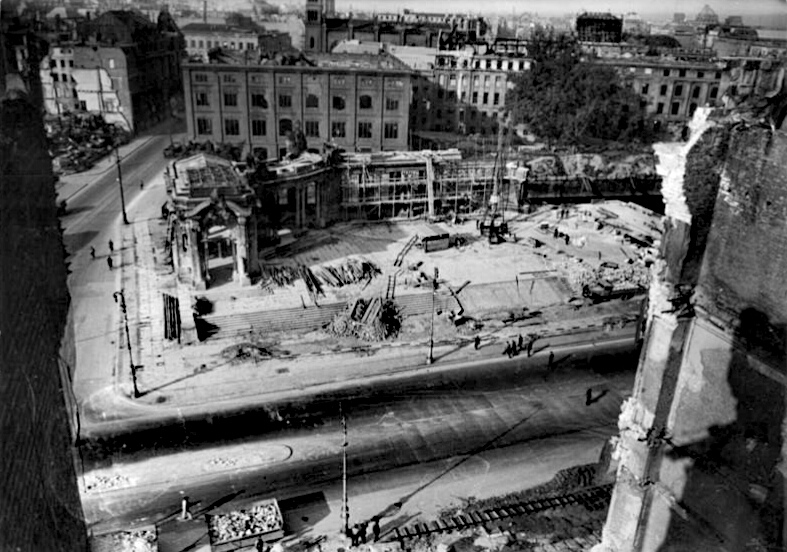
Rozbiórka pomnika

Podczas rewolucji listopadowej w 1918 roku pomnik został poważnie uszkodzony. Władze Republiki Weimarskiej podjęły decyzję o zachowaniu monumentu, po czym niedługo później poddały go renowacji. II wojnę światową pomnik przetrwał bez większych zniszczeń, jednak w grudniu 1949 roku w ramach prowadzonej przez rządzącą NRD partię SED akcji unicestwiania zabytków niezgodnych z politycznym punktem widzenia państwa socjalistycznego rozpoczęto demontaż pomnika, trwający do grudnia następnego roku, w którym ponadto przeprowadzono rozbiórkę zamku berlińskiego. Zachowano tylko granitową podstawę, na której mieścił się kompleks. W późniejszych latach podstawa ta została pokryta asfaltem i stała się częścią placu przed wybudowanym w latach 1973–1976 Pałacem Republiki. Wśród ludzi nie mających wiedzy o niegdysiejszym istnieniu pomnika upowszechniło się przekonanie, iż jego zachowana podstawa została zbudowana jako trybuna dla polityków partii SED, z której obserwowali odbywające się przed Pałacem Republiki parady wojskowe - w rzeczywistości na Schloßplatz miała miejsce tylko jedna parada, podczas otwarcia Pałacu. Oprócz podstawy przetrwały jeszcze cztery rzeźby lwów, które w 1964 roku zostały umieszczone przed nowo wybudowanym budynkiem Alfred-Brehm-Haus w berlińskim zoo (Tierparku), a także rzeźba orła, która w 1949 roku trafiła do Märkisches Museum, zaś 10 lat później została umieszczona na dziedzińcu muzeum.

## Stan współczesny
Po zjednoczeniu Niemiec toczono dyskusje na temat przyszłości Pałacu Republiki (w latach 2006–2008 został rozebrany), ewentualnej odbudowy zamku berlińskiego (rozpoczęła się w 2013 roku), a także zagospodarowania obszaru Schlossfreiheit i zachowanej podstawy Kaiser-Wilhelm-Nationaldenkmal. W ich trakcie pojawił się pomysł, aby w podziemnych pomieszczeniach podstawy urządzić winnicę lub restaurację. W 1998 roku Jürgen Engert, Lothar de Maizière, Florian Mausbach i Günter Nooke założyli inicjatywę Denkmal Deutsche Einheit (pol. „Pomnik Jedności Niemieckiej”), której celem było zbudowanie w centralnym miejscu Berlina pomnika „ku pamięci pokojowej rewolucji z 1989 roku i uzyskania jedności państwowej Niemiec”. 13 maja 1998 roku założyciele inicjatywy wezwali w liście otwartym rząd federalny, Bundestag, Bundesrat i Senat Berlina do wzniesienia Freiheits- und Einheitsdenkmal (pol. „Pomnik Wolności i Jedności”) z okazji 10. rocznicy pokojowej rewolucji, wskazując jako lokalizację podstawę Kaiser-Wilhelm-Nationaldenkmal. W 2000 roku zbudowania „pomnika pokojowej rewolucji z 1989 roku i jedności niemieckiej” na podstawie Narodowego Pomnika Cesarza Wilhelma I zażądało od rządu federalnego około 100 deputowanych Bundestagu. Rok później 177 deputowanych niemieckiego parlamentu złożyło wniosek o budowę na zachowanej podstawie Kaiser-Wilhelm-Nationaldenkmal „pomnika narodowego” (niem. Nationaldenkmal), jednakże większość parlamentarna odrzuciła ten wniosek, a przeciwko budowie tego typu pomników była nawet Komisja Kultury Bundestagu (niem. Kulturausschuss des Bundestages). Nie pojawił się natomiast żaden pomysł odbudowy berlińskiego pomnika Wilhelma I, jak to miało miejsce w 1993 roku w przypadku pomnika Deutsches Eck w Koblencji.

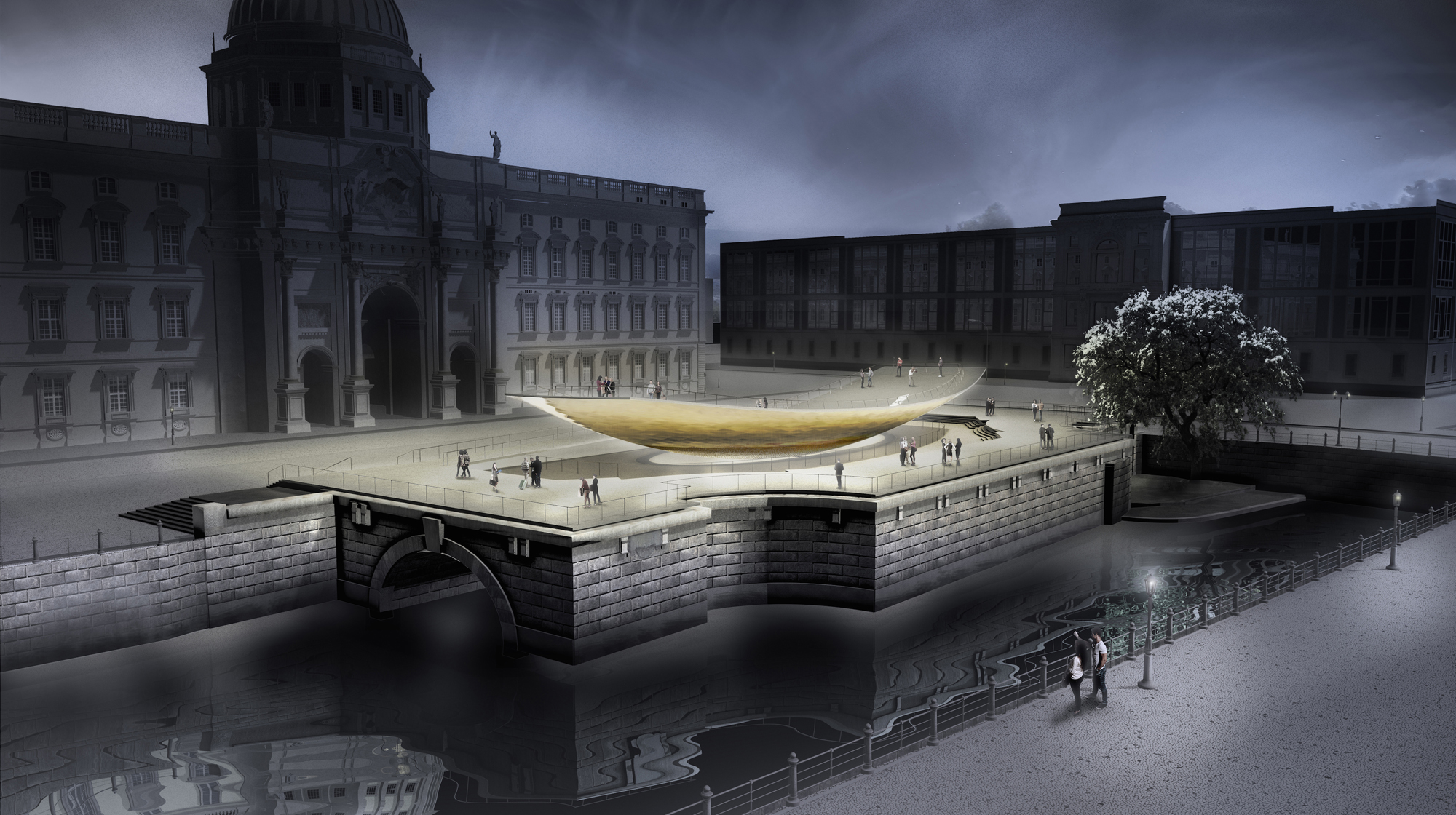
Wizualizacja zwycięskiego projektu Pomnika Wolności i Jedności

7 listopada 2007 roku Bundestag podjął decyzję o wybudowaniu Pomnika Wolności i Jedności. W kwietniu 2009 roku zorganizowano pierwszy konkurs na projekt pomnika, który miał być gotowy na 20. rocznicę upadku Muru Berlińskiego, jednak z powodu „skromności artystycznej” nadesłanych projektów konkurs został przerwany. W 2011 roku przeprowadzono drugi konkurs, w którym spośród 28 nadesłanych prac wybrano projekt autorstwa berlińskiej choreograf Sashy Waltz oraz pochodzącego ze Stuttgartu architekta Johannesa Milli. Budowę pomnika, nazywanego ze względu na jego formy architektoniczne Wippe (pol. „Huśtawka”) lub Einheitswippe (pol. „Huśtawka jedności”) wstępnie zaplanowano na 2013 rok. W kwietniu 2016 roku niemiecki rząd zrezygnował z budowy Pomnika Wolności i Jedności, z kolei w listopadzie 2016 roku Komisja Budżetowa Bundestagu (niem. Haushaltsausschuss des Bundestages) zdecydowała o przyznaniu 18,5 miliona euro dotacji na rekonstrukcję kolumnady Kaiser-Wilhelm-Nationaldenkmal.
W czerwcu 2017 roku Bundestag głosami wszystkich partii politycznych z wyjątkiem Lewicy zatwierdził budowę Pomnika Wolności i Jedności na zachowanej podstawie monumentu Wilhelma I. Budowa pomnika, której koszty oszacowano na 15 milionów euro nie cieszy się dużym poparciem społecznym. Zgodnie z przeprowadzonym na przełomie kwietnia i maja 2017 roku przez firmę Infratest Dimap na zlecenie stowarzyszenia Berliner Schloss sondażem 58% mieszkańców Berlina (43% w ogólnokrajowej wersji sondażu) popiera rekonstrukcję kolumnady pomnika Wilhelma I, z kolei pomysł budowy Pomnika Wolności i Jedności ma zaledwie 18% zwolenników wśród berlińczyków (16% w skali ogólnokrajowej).
Otwarcie ukończonego Freiheits- und Einheitsdenkmal pierwotnie planowano na 9 listopada 2019 roku, kiedy wypadała 30. rocznica upadku Muru Berlińskiego, jednak rozpoczęcie budowy monumentu nie mogło odpowiednio wcześniej dojść do skutku m.in. z powodu objętych ochroną konserwatorską mozaik pokrywających posadzkę podstawy (w latach 2014–2017 zostały one odsłonięte i oczyszczone, a następnie zdemontowane i umieszczone w magazynie poza Berlinem), zbyt późne przeznaczenie środków finansowych na inwestycję (Bundestag na ten cel przeznaczył wynoszące 17 milionów euro środki w 2018 roku), a także ochronę nietoperzy z podrzędu microchiroptera, które żyły wewnątrz podstawy Kaiser-Wilhelm-Nationaldenkmal i które zdaniem specjalistów zajmujących się ochroną zwierząt i przyrody zaczęły sen zimowy w momencie ostatecznie zaplanowanego na listopad 2019 roku terminu zapoczątkowania prac budowlanych. Realizacja pomnika była przedmiotem wieloletnich starań wywodzącej się z CDU minister kultury Moniki Grütters.
19 maja 2020 roku oficjalnie rozpoczęła się budowa Pomnika Wolności i Jedności na podstawie pomnika Wilhelma I. Pomnik ten ma mieć wymiary 50 x 18 m i zgodnie z informacjami przekazanymi do mediów przez biuro minister kultury Moniki Grütters, do jego wzniesienia konieczna będzie znaczna ingerencja we wpisaną do rejestru zabytków podstawę Kaiser-Wilhelm-Nationaldenkmal. W ramach niej w strukturę niedawno odrestaurowanej za 5,6 miliona euro podstawy ma zostać wbitych 7 pali o długości 40 m i średnicy wynoszącej w obszarze wewnętrznych sklepień podstawy 1,20 m, a następnie na nich ma być umieszczona płyta, mająca stanowić bazę Freiheits- und Einheitsdenkmal. Według podległego Senatowi Berlina Zarządu do spraw Kultury (niem. Senatsverwaltung für Kultur) prace związane z fundamentowaniem Pomnika Wolności i Jedności mają dotyczyć „około jednej czwartej historycznych sklepień”. Nie jest przy tym planowane przywrócenie na posadzkę podstawy pomnika Wilhelma I historycznych mozaik. Realizacji inwestycji stanowczo sprzeciwia się Stowarzyszenie Berlińskiego Centrum Historycznego (niem. Vereins Berliner Historische Mitte), które pod koniec lipca 2020 roku niedaleko ówcześnie już objętej zaawansowanymi pracami budowlanymi podstawy Narodowego Pomnika Cesarza Wilhelma I zorganizowało protest w sprawie wstrzymania tych prac.